# ماهالینگپور
ماهالینگپور (به انگلیسی: Mahalingpur) یک منطقهٔ مسکونی در هند است که در بخش باگلکوت واقع شده‌است. ماهالینگپور ۹٫۸ کیلومتر مربع مساحت و ۳۶٬۰۵۵ نفر جمعیت دارد.